# Cepinți, Smolean
Cepinți (în bulgară Чепинци) este un sat în comuna Rudozem, regiunea Smolean,  Bulgaria. 

## Demografie
Componența etnică a satului Cepinți
     Bulgari (55,12%)
     Nicio identificare (25,63%)
     Altele (19,24%)
La recensământul din 2011, populația satului Cepinți era de 2.099 locuitori. Din punct de vedere etnic, majoritatea locuitorilor (55,12%) erau bulgari. Pentru 25,63% din locuitori nu este cunoscută apartenența etnică.